# 神戸市立中央体育館
神戸市立中央体育館（こうべしりつちゅうおうたいいくかん）は、兵庫県神戸市中央区の大倉山公園にある体育館。1965年に整備された。2013年から2015年まで兵庫ストークス (現：神戸ストークス) が本拠地として使用していた。
指定管理者制度に基づき、公益財団法人神戸市スポーツ協会とアシックススポーツファシリティーズ株式会社の共同企業体が管理・運営を行っている。

## 設備
- 主競技場：アリーナ面積1,720m2（46.1m×37.3m）、固定観客席1,863席（車いすスペース8台分）
- 第1体育室：540m2（37.3m×14.5m）
- 第2体育室：350m2
- 会議室：第一（56m2）、第二（70m2）、第三（60m2）
- トレーニングルーム（212m2）

## バスケットボール開催
主に神戸 (兵庫・西宮) ストークスがホームゲームを開催しており、大阪エヴェッサがホームゲームを開催した経験がある。2020年1月には皇后杯全日本女子車いすバスケットボール選手権大会が開催された。
兵庫ストークス
- 2011-12シーズン：プレシーズンマッチ1試合（パナソニック戦）
- 2012-13シーズン：プレシーズンマッチ1試合（リンク栃木戦）
- 2013-14シーズン：公式戦10試合、プレシーズンマッチ2試合
- 2014-15シーズン：公式戦12試合

西宮ストークス
- 2021-22シーズン：B2リーグ戦2試合（熊本戦）

神戸ストークス
- 2024-25シーズン：B2リーグ戦13試合

大阪エヴェッサ
- 2009-10シーズン：公式戦2試合（京都戦）
- 2010-11シーズン：公式戦2試合（富山戦）
- 2011-12シーズン：公式戦2試合（滋賀戦）
- 2012-13シーズン：公式戦2試合（大分戦）

## プロボクシング興行
主に神戸市を拠点とする真正ボクシングジムの定期興行で使用される。

## その他イベント
2013年に日本初開催となる卓球女子ワールドカップの会場として使用された。

## 交通
- 神戸市営地下鉄西神・山手線 大倉山駅から徒歩3分
- 阪神・阪急神戸高速線 高速神戸駅から徒歩5分
- JR神戸線 神戸駅から徒歩10分